# Elena Mel'nikova
Elena Vladimirovna Mel'nikova, coniugata Čepikova (in russo Елена Владимировна Мельникова-Чепикова?; Artëmovskij, 17 luglio 1971), è un'ex biatleta russa.
Fino alla dissoluzione dell'Unione Sovietica (1991) gareggiò per la nazionale sovietica; ai XVI Giochi olimpici invernali di Albertville 1992 e ai Campionati mondiali dello stesso anno fece parte della Squadra Unificata.

## Carriera
Gareggiando come Squadra Unificata riuscì, nelle Olimpiadi di Albertville 1992, a vincere la medaglia di bronzo nella staffetta, prima e unica medaglia da lei conquistata ai Giochi Olimpici.

## Palmarès

### Olimpiadi
- 1 medaglia:
  - 1 bronzo (staffetta[1] ad Albertville 1992).